# Gustav von Schönberg
Gustav Friedrich von Schönberg (født 21. juli 1839 i Stettin, død 31. januar 1908 i Tübingen) var en tysk socialøkonom. 
1869 blev han professor i Basel, gik 1870 til Freiburg im Breisgau, 1873 til Tübingen, ved hvis universitet han fra 1900 beklædte kanslerembedet. Von Schönberg, der tilhørte den, navnlig ved Gustav von Schmoller udformede historisk-etiske retning, har udøvet adskillig indflydelse på Tysklands sociale reformlovgivning ved forrige århundredeskifte. Han var 1872 med til at grundlægge "Verein für Sozialpolitik".
Von Schönbergs studier har overvejende omfattet socialhistorie og moderne socialpolitik, og han har nedlagt dem i en række særafhandlinger, hvoraf de mere betydelige fremtræder som bidrag til det af ham redigerede, højt ansete samleværk Handbuch der politischen Oekonomie (1. udgave i 2 bind, 1882; 4. udgave i 3 bind, 1896—98) og særskilt er udgivne som Volkswirtschaftliche Abhandlungen. Et større arbejde af ham er Finanzverhältnisse der Stadt Basel im 14. und 15. Jahrhundert (1879).